# 19002 Tongkexue
19002 Tongkexue este o planetă minoră (asteroid), cu un diametru de 2,937 km, din centura de asteroizi. A fost descoperită pe 1 septembrie 2000 la Experimental Test Site⁠(d) de Lincoln Near-Earth Asteroid Research. 
Obiectul prezintă o orbită caracterizată de o semiaxă mare de 2,3943579 UAi, o excentricitate de 0,13, o înclinație de 7,39542 ° în raport cu ecliptica.